# Oscar Rösler
Oscar Rösler (Mafra, 3 de dezembro de 1938 – Belo Horizonte, 26 de junho de 2018) foi um naturalista e paleobotânico brasileiro. Primeiro paleontólogo de Mafra, idealizador do Centro Paleontológico da Universidade do Contestado, fundador da Associação Latino-Americana de Paleobotânicos e Palinólogos e membro da Academia Brasileira de Ciências. Foi um dos grandes paleobotânicos do país.

## Biografia
Oscar nasceu em Mafra, em 1938. Ingressou no curso de História Natural da Universidade Federal do Rio Grande do Sul. Em 1972, defendeu o doutorado na Universidade de São Paulo, orientado pelo professor Josué Camargo Mendes, fazendo um levantamento pioneiro da tafoFlora da Formação Rio Bonito do Estado do Paraná. Foi professor da Universidade de São Paulo, da Universidade Federal do Rio Grande do Sul, Universidade Estadual de São Paulo, da Universidade Federal do Paraná e da Universidade do Contestado.
Pioneiro da paleobotânica moderna brasileira, foi o primeiro cientista a publicar um amplo esquema bioestratigráfico para a flora do Permo-Carbonífero da Bacia do Paraná, estudo que é tido como referência na área ainda nos dias de hoje. Foi fundador da Associação Latino-Americana de Paleobotânicos e Palinólogos (ALPP), coordenou um projeto do Programa Antártico Brasileiro (PROANTAR) e foi o idealizador e diretor até sua aposentadoria, em 2005, do Centro Paleontológico da Universidade do Contestado, centro de pesquisas em paleontologia da região norte de Santa Catarina, instituição de onde também foi professor.
Em 17 de dezembro de 1987, tomou posse como membro da Academia Brasileira de Ciências. Fez pós-doutorado em paleobotânica e bioestratigrafia no Museu de História Natural, de Londres, de onde também foi curador.

## Morte
Oscar morreu em Belo Horizonte, 26 de junho de 2018, em decorrência de sequelas causadas pelo Mal de Alzheimer. Seu corpo foi cremado na capital mineira. Oscar deixou esposa e seis filhas.